# 玛丽昂·克利涅
玛丽昂·克利涅（法語：Marion Clignet，1964年2月21日—），法国女子自行车运动员。她曾代表法国参加1992年、1996年和2000年夏季奥林匹克运动会自行车比赛，获得二枚银牌。